# René Borjas
René Tito Borjas (Montevidéu, 23 de dezembro de 1897 - 16 de dezembro de 1931) foi um futebolista uruguaio, campeão olímpico.

## Carreira
Jogava como dianteiro direito, sendo ídolo no seu clube, Montevideo Wanderers, e tendo participado da campanha uruguaia nos Jogos Olímpicos de 1928, no qual foi autor do passe que habilitou Héctor Scarone para marcar o gol do título uruguaio e dando um grito que ficou imortalizado no inconsciente nacional uruguaio: Tuya Héctor !. Também esteve no plantel que conquistou o campeonato sul-americano (atual Copa América) de 1926. Faleceu cedo em 1931.